# Magister Wigbold
Magister Wigbold (fallecido en 1401), (ortografía alternativa: Wygbold, Wycholt), también llamado "Maestro de las Siete Artes" fue un pirata alemán que pertenecía a los famosos piratas hermanos de las vituallas o Likedeeler de Klaus Störtebeker que estaban activos en los mares del Norte y Báltico. Wigbold fue uno de los Likedeeler más destacados, junto con Gödeke Michels y Störtebeker. El apodo Wigbold proviene de peluca (lucha) y audaz (valiente, audaz). Se desconoce si Wigbold era un apodo o posiblemente su nombre real.

## Vida
No se sabe nada sobre los primeros años de vida de Wigbold. Las crónicas contemporáneas lo llaman Maestro de las Siete Artes. Según el historiador Ludwig Bühnau, pudo haber asistido a la universidad en Oxford. Sin embargo, su nombre o variantes del mismo no figuran en el Registro biográfico de la Universidad de Oxford de AB Emden hasta el año 1500 d. C. Es posible que haya estudiado con un nombre diferente, o que se hayan perdido los registros de su tiempo en Oxford.
Wigbold se menciona por primera vez como uno de esos piratas que partieron del Mar Báltico en 1395 hacia el Mar del Norte. Matthias Puhle lo llama capitán Likedeeler de la segunda generación, ya que no es miembro de la aristocracia de Mecklenburg. Operaron desde Frisia Oriental, donde los jefes locales los apoyaron. En 1400, la Liga Hanseática envió una fuerza militar considerable para aplastar al grupo. Michels y Wigbold escaparon al principio y probablemente pasaron un invierno en Noruega antes de regresar a Frisia Oriental, donde finalmente fueron capturados. Un año después de la muerte de Störtebeker, ellos también fueron ejecutados en Grasbrook en Hamburgo junto con otros ochenta piratas.

## Literatura

### No ficción
- Matthias Blazek: Seeräuberei, Mord und Sühne - Eine 700-jährige Geschichte der Todesstrafe en Hamburgo 1292–1949. ibídem, Stuttgart 2012,ISBN 978-3-8382-0457-4 .
- Ortwin Pelc: Seeräuber auf Nord- und Ostsee: Wirklichkeit und Mythos. Boyens, Heide, 2005,ISBN 3804211704 .
- Matthias Puhle: Die Vitalienbrüder: Klaus Störtebeker und die Seeräuber der Hansezeit. Campus Verlag, Fráncfort, 2012,ISBN 9783593398013 .

### Ficción
- Thomas Einfeldt: Störtebekers Kinder . Ravensburger Buchverlag, Ravensburg 2002,ISBN 3-473-58200-X .
- Gustav Schalk: Klaus Störtebeker . Ueberreuter, Viena 2002,ISBN 3-8000-2876-X .